# أوكسيكونازول
أوكسي كونازول (Oxiconazole)

## التصنيف العلاجي للدواء والجرعة الدوائية
- الأُوكسيكونازول Oxiconazole هو من مضادات الفطريات، من فئة الآزول Azoles.
- يُطبَّقُ الدَّواءُ موضعياً على الجلد مرَّة إلى مرَّتين باليوم على المنطقة المُصابة، لمدَّة أسبوعين إلى أربعة أسابيع، حسب الحالة وحسب توصيات الطَّبيب.

## آلية عمل الدواء
يَمنع الأُوكسيكونازول من بِناء الجدار الحيوي للخلية، والذي هو مطلوب لسلامة غِشاء الفطريَّات. وبذلك يَقضي عليها.

## تحذيرات
لايوجد.

## الاستطبابات
• يُستخدَم هذا الدَّواءُ في مُعالجة أنواع مختلفة من العدوى الجلديَّة بالفطريَّات.

## موانع الاستعمال
- إذا كان لدى المَريض تَحَسُّسٌ تجاه الأُوكسيكونازول أو أيِّ مُكَوِّن آخر في هذا الدَّواء.
- يجب إِطلاعُ مُقدِّم الرِّعاية الصحِّية إذا كان لدى المريض تَحَسُّسٌ لأيِّ دواء آخر.
- يجب القِيامُ بالإبلاغ عن التَّحسُّس الذي أصاب المريضَ والكيفيَّة التي أثَّر بها فيه. ويتضمَّن ذلك الكشفَ عن وجود طفح أو بثور أو حكَّة جلديَّة أو ضيق في التنفُّس أو صَفير عندَ الشَّهيق أو سُعال أو تَورُّم الوجه أو الشَّفتين أو اللِّسان أو الحَلق، أو أيَّة أعراض أخرى مُصاحبَة لاِستِعمال الدَّواء.

## الطريقة المثلى لاستعمال الدواء
1. حتَّى عندَ شُعورِ المريض بتحسُّن، يجب عليه استكمال هذا الدَّواء كما هو موصوف له (لا يَجوز وقفُ الدَّواء).
2. لا يَجوز تناولُ هذا الدَّواء عن طَريق الفم، لأنَّه يُستعمَل للجلد فقط، مع الحرص أن يكونَ بعيداً عن الفم والأنف والعينين، لأنَّه قد يسبِّب حُروقاً.
3. يجب غَسلُ اليدين قبلَ الاستعمال وبعدَه.
4. يجب القِيامُ بتنظيف المكان المصاب قبلَ استعمال الدَّواء، مع التأكُّد من جفافه تماماً.
5. يَجري رجُّ المحلول جيِّداً قبلَ الاستعمال.
6. يُدهَن الدَّواءُ برفق، وذلك بوضع طبقةٍ رقيقة على الجزء المُصاب من الجلد فقط.

## التداخلات الغذائية
• لا يَجوز تناولُ هذا الدَّواء عن طَريق الفم، لأنَّه يُستعمَل للجلد فقط، مع الحرص أن يكونَ بعيداً عن الفم والأنف والعينين، لأنَّه قد يسبِّب حُروقاً.
• يُدهَن الدَّواءُ برفق، وذلك بوضع طبقةٍ رقيقة على الجزء المُصاب من الجلد فقط.
• لا يَجوز وضعُ غطاء أو أربطة أو ضماد طبِّي أو مَساحيق تجميل (مكياج) فوقَ المنطقة المصابة، إلاَّ بعدَ استشارة مقدِّم الرِّعاية الصحِّية.

## التداخلات الدوائية
يجب تَجنُّبُ استخدامِ المُستحضَرات الموضعيَّة الأخرى في الوقت نفسه ما لم يُوافِق الطَّبيب على ذلك، حيث تؤثِّر الأَدويةُ المطبَّقة على الجلد الأخرى في امتصاص أو فعَّالية الأُوكسيكونازول Oxiconazole الموضعيَّة.

## التأخر عن موعد إحدى الجرعات
- يجب استِعمالُ الجرعة المنسيَّة في أسرع وقتٍ ممكن.
- إذا حانَ الوقتُ للجرعة التالية، فلا يجوزُ استِعمالُ الجرعة المنسيَّة، بل تُتبَّع مَواعيدُ الجدول المنتظم المعتاد.
- يجب تَجنُّبُ استِعمال جرعةٍ مزدوجة أو جرعات زائدَة.

## الاحتياطات
1- يجب مُراجَعةُ الأَدويَة الأخرى مع مُقدِّم الرِّعاية الصحِّية، لأنَّ هذا الدَّواء قد لا يمتزج جيِّداً مع غيره من الأَدويَة.
2- لا يَجوز وضعُ غطاء أو أربطة أو ضماد طبِّي أو مَساحيق تجميل (مكياج) فوقَ المنطقة المصابة، إلاَّ بعدَ استشارة مقدِّم الرِّعاية الصحِّية.
3- يجب إخبارُ مُقدِّم الرِّعاية الصحِّية بالنِّسبة للمرأة الحامِل أو التي تُخطِّط للحَمل.
4- يجب إخبارُ مُقدِّم الرِّعاية الصحِّية إذا كانت المرأةُ تُرضِع رضاعةً طبيعيَّة من الثَّدي.

## التأثيرات الجانبية
تَهيُّج بالجلد.

## المراقبة
التغيُّر الذي يَطرأ على الحالة الخاضعة للعلاج: هل حدث تَحسُّن؟ هل ساءت الحالةُ أم لم يَطرأ عليها أيُّ تَغيُّر؟

## الأسباب التي تدعو لاستدعاء مقدم الرعاية الصحية (الطبيب) على الفور
• عندَ الشكِّ في استِعمال أو تَطبيق جرعةٍ زائدة، يجب الاتِّصالُ بمركز معلومات الأَدويَة والسُّموم المَحلِّي أو الطَّبيب على الفور.
• ظُهور عَلامات حُدوث ردَّة فعل خَطيرة على الحياة، ويتضمَّن ذلك الصَّفيرَ خلال التنفُّس والإحساس بضيق في الصَّدر، الحمَّى, الحكَّة، سُعال شديد، ازرقاق في لون الجلد، نوبات صرعيَّة، أو تورُّم في الوجه أو الشَّفتين أو اللِّسان أو الحلق.
• تَهيُّج شَديد بالجلد.
• عدم تَحسُّن الحالة المرضيَّة أو الشُّعور بأنَّها تَسوء.

## التخزين
يُحفَظ الدَّواءُ في درجة حرارة الغرفة.

## إرشادات عامة
1. إذا كان المريضُ يُعانِي من تَحسُّس يمثِّل خطراً على حياة المَريض، فيجب أن يرتدي سواراً أو يحمل بطاقةً تدلُّ على هذا التَّحسُّس طَوالَ الوقت.
2. لا يَجوزُ للمَريض مُشارَكةُ الدَّواء مع الآخرين، ولا يجوز تناولُ دواء شخصٍ آخر.
3. يجب إِبعادُ الدَّواء عن مُتَناول الأَطفال.
4. يجب أن يحتفظَ المريضُ بقائمة أدويته (وصفة طبِّية للدَّواء، المُنتَجات الطبيعيَّة، المكمِّلات الغذائيَّة، الفيتامينات والأَدويَة التي تُصرَف من دون وصفة طبِّية)، وإعطاء هذه القائمة لمُقدِّم الرِّعاية الصحِّية (الطَّبيب، الممرِّضة, الممرِّضة الممارسة، الصَّيدلانِي, مُساعِد الطَّبيب).
5. يجب التَّحدُّثُ مع مُقدِّم الرِّعاية الصحِّية قبلَ البدء في تَناوُل أيِّ دَواء جَديد، بما في ذلك الأَدويَةُ التي تُصرَف من دون وصفةٍ طبِّية والمُنتَجات الطبيعيَّة أو الفيتامينات.

## المصدر
http://www.kaahe.org/